# Латгале (Рига)
Предградие Летгале (на латвийски: Latgales priekšpilsēta) е една от шестте административни единици, които изграждат латвийската столица Рига. Районът се намира в югоизточната част на града. Официално е създаден като административна единица през 1941 под името Москва и получава сегашното си име на 28 декември 1990. Районът е кръстен на историко-културния район на Латвия Латгале. Земгале е първият по население район на Рига с общо 194 360 жители към 2009. Общата му площ от 50km² го нарежда на четвърто място по територия. Граничи с предградието Земгале, район Център и район Север.

## Квартали
| - Авоти - Дарзциемс - Даржини - Гризинкалнс - Кенгарагс |  | - Маскавас Форщате - Плявниеки - Румбула - Шкиротава |

## Етническа структура
- Латвийци – 71 971 (36,90%)
- Руснаци – 89 219 (45,74%)
- Беларуси – 9191 (4,71%)
- Украинци – 7882 (4,04%)
- Поляци – 4356 (2,23%)
- Други – 12 434 (6,37%)